# Kinyangona
Kinyangona är ett vattendrag i Burundi.   Det ligger i provinsen Kayanza, i den nordvästra delen av landet, 60 kilometer nordost om huvudstaden Bujumbura.
Omgivningarna runt Kinyangona är en mosaik av jordbruksmark och naturlig växtlighet. Runt Kinyangona är det tätbefolkat, med 397 invånare per kvadratkilometer.